# Interstate 805
Die Interstate 805 (kurz I-805) ist ein Interstate Highway in den Vereinigten Staaten und verläuft bei San Diego in Kalifornien parallel zur Interstate 5.

## Verlauf
Die I-805, auch als Jacob Dekema Freeway oder einfach die 805 dient als Umgehung der I-5 in der Metropolregion von San Diego. Im Süden beginnt sie an der I-5 direkt nach der Grenze zu Mexiko und führt dann durch die Städte Chula Vista und National City sowie Mira Mesa, einem Stadtteil von San Diego. Bis zum Ort Chula Vista besteht die Interstate aus acht bis zehn Fahrspuren. Im weiteren Verlauf durchquert sie unter anderem einige Gewerbegebiete von San Diego am Sorrento Valley, bis sie in der Nähe des Carmel Valleys wieder auf die Interstate 5 trifft.
Die I-805 führt mit einer hohen Brücke über das Misson Valley.
Das nördliche Dreieck mit der Interstate 5 wurde erweitert und Anfang April 2007 für den Verkehr freigegeben. An der breitesten Stelle umfasst die Interstate in diesem Bereich inklusive der HOV-Fahrspuren 22 Fahrspuren. Entlang der I-805 haben sich viele Firmen angesiedelt. Sie ist eine von zwei Nord-Süd-Interstates in Kalifornien, die fast bis zur mexikanischen Grenze führen.

## Geschichte
Erste Pläne zum Bau der Straße wurden 1959 veröffentlicht. Sie wurde als Interstate genehmigt und später aber als State Route ausgezeichnet. Zwischen 1970 und 1975 wurde die Straße als Interstate gebaut.

## Weblinks

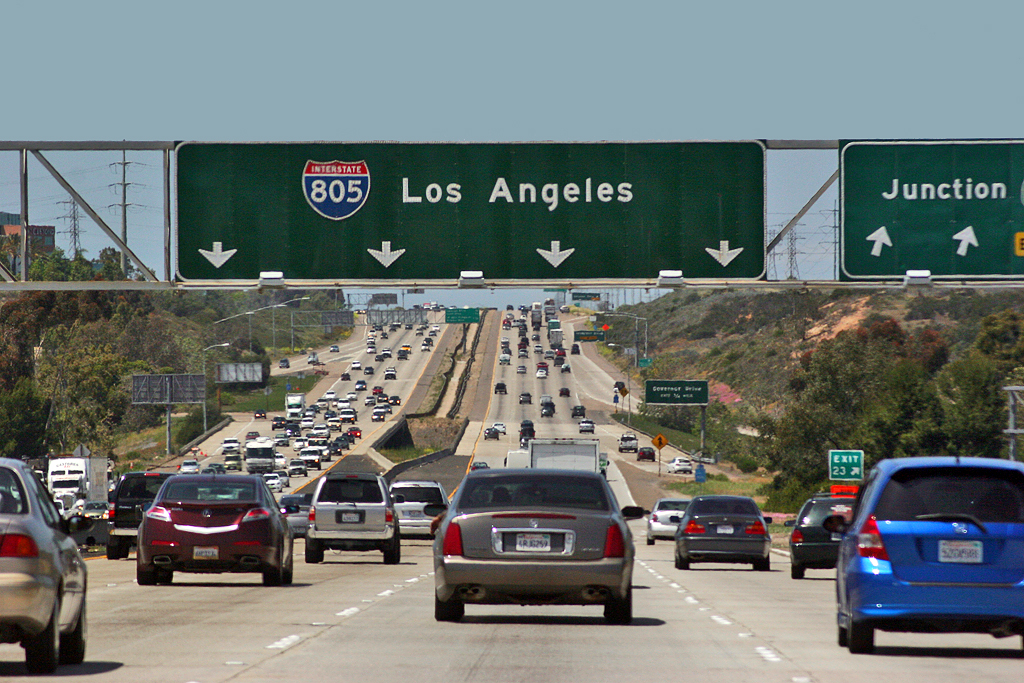
Interstate 805 in Richtung Los Angeles